# Sultan sa Barongis
Sultan sa Barongis is een gemeente in de Filipijnse provincie Maguindanao op het eiland Mindanao. Bij de laatste census in 2007 had de gemeente bijna 26 duizend inwoners.

## Geografie

### Bestuurlijke indeling
Sultan sa Barongis is onderverdeeld in de volgende 12 barangays:
| - Angkayamat - Barurao - Bulod - Darampua - Gadungan - Kulambog | - Langgapanan - Masulot - Paldong - Papakan - Tugal - Tukanakuden |

## Demografie
Sultan sa Barongis had bij de census van 2007 een inwoneraantal van 25.767 mensen. Dit zijn 8.942 mensen (25,8%) minder dan bij de vorige census van 2000. De gemiddelde jaarlijkse groei komt daarmee uit op -4,03%, hetgeen geheel afwijkt van het landelijk jaarlijks gemiddelde over deze periode (2,04%), wegens de verkleinin van de gemeente in 2004. Vergeleken met de census van 1995 is het aantal mensen met 4.200 (14,0%) afgenomen.

De bevolkingsdichtheid van Sultan sa Barongis was ten tijde van de laatste census, met 25.767 inwoners op 291,3 km², 88,5 mensen per km².